# Parteni IV
Parteni IV (en grec Παρθένιος Δ') va ser patriarca de Constantinoble cinc vegades. La primera de l'any 1657 al 1662, la segona del 1665 al 1667, una tercera el 1671, una quarta el 1675 i 1676 i finalment els anys 1684 i 1685.
Havia estat metropolità de Bursa (1655-1657) i l'1 de maig de 1657 va succeir Gabriel II a la seu del patriarcat de Constantinoble. El mes de juny de 1662 va ser destituït i va tornar a Bursa. Va tornar a ser patriarca des del 21 d'octubre de 1665 fins al 9 de setembre de 1667. Després va marxar exiliat a Tènedos, però el mes de març de 1671 va tornar a ser elegit. Pel mes de setembre d'aquell any va ser exiliat a Xipre. Més tard se li va permetre sortir de l'exili i va anar a Adrianòpolis. Parteni va ser patriarca una quarta vegada l'1 de gener de 1675 amb un mandat que va durar fins al 24 d'octubre de 1676. Va exercir encara un cinquè mandat de l'any 1684 al 1685, abans d'anar com a metropolità a Anquialos. Va dictar un decret l'any 1658 que ordenava que els sacerdots que haguessin comès algun delicte, no podien ser perdonats només pel patriarca, sinó que també ho havien de ser pel Sínode.